# 19-es körzet
A 19-es körzet (eredeti cím: Station 19) 2018-ban bemutatott amerikai televíziós sorozat, A Grace klinika című sorozat spin-offja. A sorozat alkotója Stacy McKee, a történet pedig egy tűzoltóörs életét követi nyomon. A főszereplők közt megtalálható Jaina Lee Ortiz, Jason George, Grey Damon, Barrett Doss és Alberto Frezza.
A sorozatot az Amerikai Egyesült Államokban az ABC mutatta be 2018. március 22-én, Magyarországon az AXN kezdte sugározni 2019. szeptember 30-án.
2023. decemberében a csatorna bejelentette, hogy a hetedik évaddal befejeződik a sorozat.

## Cselekmény
A sorozat a 19-es körzeti tűzoltóőrs életét és munkáját követi nyomon, leginkább a csapat hadnagyára, Andy Herrerára összpontosítva. A sorozat a tűzesetek mellett a csapat tagjainak kapcsolatát is bemutatja, illetve a tagok magánéleti drámáiba is bepillantást enged.

## Szereplők
| Szereplő              | Színész               | Magyar hang           |
| --------------------- | --------------------- | --------------------- |
| Andrea "Andy" Herrera | Jaina Lee Ortiz       | Huszárik Kata         |
| Benjamin “Ben” Warren | Jason George          | Barabás Kiss Zoltán   |
| Jack Gibson           | Grey Damon            | Czető Roland          |
| Victoria "Vic" Hughes | Barrett Doss          | Vadász Bea            |
| Ryan Tanner           | Alberto Frezza        | Pásztor Tibor         |
| Travis Montgomery     | Jay Hayden            | Kovács Lehel          |
| Dean Miller           | Okieriete Onaodowan   | Varga Rókus           |
| Maya Bishop           | Danielle Savre        | Erdős Borcsa          |
| Pruitt Herrera        | Miguel Sandoval       | Varga T. József       |
| Robert Sullivan       | Boris Kodjoe          | Maday Gábor           |
| Lucas Ripley          | Brett Tucker          | Gubányi György István |
| Grant                 | Sterling Sulieman     | Hám Bertalan          |
| Dr. Meredith Grey     | Ellen Pompeo          | Hámori Eszter         |
| Dr. Miranda Bailey    | Chandra Wilson        | Náray Erika           |
| Frankel zászlós       | Leslie Hope           | Ősi Ildikó            |
| JJ                    | Brenda Song           | Csifó Dorina          |
| Dr. Levi Schmitt      | Jake Borelli          | Penke Bence           |
| Tuck                  | BJ Tanner             | Mócsa Martin          |
| Seth                  | Caleb Alexander Smith | Bergendi Áron         |
| Marsha Smith          | Jayne Taini           | Zsurzs Kati           |
| Natasha Ross          | Merle Dandridge       | Peller Mariann        |

## Epizódok listája
| Évad | Évad | Részek száma | Részek száma | Eredeti sugárzás     | Eredeti sugárzás | Eredeti adó | Magyar sugárzás      | Magyar sugárzás   | Magyar adó |
| Évad | Évad | Részek száma | Részek száma | Évadbemutató         | Évadzáró         | Eredeti adó | Évadbemutató         | Évadzáró          | Magyar adó |
| ---- | ---- | ------------ | ------------ | -------------------- | ---------------- | ----------- | -------------------- | ----------------- | ---------- |
|      | 1.   | 10           | 10           | 2018. március 22.    | 2018. május 17.  | ABC         | 2019. szeptember 30. | 2019. december 2. | AXN        |
|      | 2.   | 17           | 17           | 2018. október 4.     | 2019. május 16.  | ABC         | 2019. december 9.    | 2020. február 17. | AXN        |
|      | 3.   | 16           | 16           | 2020. január 23.     | 2020. május 14.  | ABC         | 2020. október 26.    | 2021. február 8.  | AXN        |
|      | 4.   | 16           | 16           | 2020. november 12.   | 2021. június 3.  | ABC         | 2022. június 14.     | 2022. június 14.  | Disney+    |
|      | 5.   | 18           | 18           | 2021. szeptember 30. | 2022. május 19.  | ABC         | 2023. április 12.    | 2023. április 12. | Disney+    |
|      | 6.   | 18           | 18           | 2022. október 6.     | 2023. május 18.  | ABC         | 2023. április 12.    | 2023. július 5.   | Disney+    |
|      | 7.   | 10           | 10           | 2024. március 14.    | 2024. május 30.  | ABC         | 2024. március 28.    | 2024. június 13.  | Disney+    |